# バベットの晩餐会
『バベットの晩餐会』（バベットのばんさんかい、原題: Babettes gæstebud, 英題: Babette's Feast）は、1987年に公開されたデンマークのドラマ映画。アイザック・ディネーセン（カレン・ブリクセン）の同名小説の映画化作品で、同年度のアカデミー賞最優秀外国語映画賞を受賞した。

## ストーリー
時代は19世紀、重苦しい雲と海を背景にしたユトランドの片田舎が舞台である。美しい姉妹であるマーチーネとフィリパは、牧師である老父と清貧な暮らしを送っている。姉のマーチーネには地元で謹慎中の若い士官ローレンスが、また妹のフィリパには休暇中の著名なフランス人バリトン歌手アシール・パパンが求愛するが、姉妹は父に仕える道を選び、結婚することなく、清廉な人生を過ごしながら年老いていく。やがて姉妹のもとに、パリ・コミューンによって家族を亡くしてフランスから亡命してきた女性バベットがパパンの紹介でやって来て、家政婦として働くようになる。
姉妹の父である牧師が亡くなって、村人の信仰心が衰えを見せていたため、姉妹は父の生誕100年を記念したささやかな晩餐会を催して村人を招待することを思いつく。そんな折、バベットに1万フランの宝くじが当たったという知らせがフランスから届く。マーチーネとフィリパは、バベットがこのお金でフランスへ戻るであろうことを予期し、寂しく思いながらも、その思いは2人だけの心にとどめおく。その直後、バベットは姉妹に対して、お願いしたいことがあると申し出る。それは、祝いの晩餐会の食事を作らせて欲しい、また、今回だけフランス料理を出したい、費用は自分が出したい、というものだった。
バベットに晩餐の準備を一任したものの、運び込まれた食材が生きたウミガメやウズラであることを見たマーチーネはショックを受け、夜中にウミガメが火にあぶられている夢で目が覚める。マーチーネは天罰を恐れ、村人たちと話し合って晩餐会では食事を味わうことなく、食事の話も一切しないことを決める。晩餐会にはかつてマーチーネに求愛していたローレンスも参加することになる。
バベットは豪華な料理をてきぱきと用意し、晩餐会が開かれる。料理のあまりの美味しさにローレンスは感動するが、マーチーネをはじめとする他の参加者は食事について言及することなく、不自然な会話を繰り広げる。料理の内容からローレンスは、この料理を作っているのが、かつてパリで人気だったレストラン「カフェ・アングレ」の女性シェフであることに気付く。頑なに食事を味わうことを避けていたマーチーネたちも料理の美味しさに心を解きほぐし、いがみ合っていた者同士も打ち解け合う。こうして晩餐会は無事に終わる。
晩餐会のあと、バベットはマーチーネとフィリパに、自分がかつてレストラン「カフェ・アングレ」のシェフだったことを初めて打ち明ける。パリに戻ってもあなたを忘れないとバベットに言う姉妹に対して、バベットはパリには戻らないと言う。「私は全て失った。お金もありません。」と続けるバベットに姉妹は驚き、お金のことを問いただす。バベットはこの晩餐会で1万フランをすべて使い切っていたことを話す。そしてアシール・パパンがバベットにかけた言葉を引用し、これからもこの地に留まるつもりであることを告げる。

## キャスト
- ナレーター - ギタ・ナービュ（デンマーク語版）
- バベット - ステファーヌ・オードラン： フランスから亡命して来た女性。
- マーチーネ - ビルギッテ・フェダースピール（デンマーク語版）： 牧師の娘。姉
- 若いころのマーチーネ - ヴィーベケ・ハストルプ（デンマーク語版）： ローレンスに求愛される。
- フィリパ - ボディル・キュア（デンマーク語版）： 牧師の娘。妹
- 若いころのフィリパ - ハンネ・ステンスゴー（デンマーク語版）： パパンに求愛される。
- 姉妹の父・牧師 - ポウエル・ケアン（デンマーク語版）： マーチーネとフィリパの父親。
- ローレンス・レーヴェンイェルム - ヤール・キューレ（スウェーデン語版）： スウェーデンの将軍。
- 若いころのローレンス - グドマール・ヴィーヴェソン（スウェーデン語版）： スウェーデンの若い士官。伯母の家で謹慎。
- アシール・パパン - ジャン＝フィリップ・ラフォン（フランス語版）： 著名なフランス人バリトン歌手。

## 評価
映画前半は辺境の村を淡々と描写し、また後半は主人公バベットの調理と晩餐会の様子を詳細に映像化しているが、単なるグルメ映画ではなく状況描写を通して人生の幸福を表現した佳品として、批評家や映画愛好者の間では評価が高い。上述のオスカー受賞のほか、1989年の英国映画テレビ芸術アカデミー賞（BAFTA）最優秀外国語映画賞をはじめ、世界各国の映画賞で作品・監督・主演女優の賞を得た。